# Scherchan Bauyrschan
Scherchan Bauyrschan (russisch und kasachisch Шерхан Бауыржан; * 28. August 1992) ist ein kasachischer Fußballspieler, der seit 2018 beim FK Ekibastus unter Vertrag steht.

## Karriere

### Verein
Scherchan Bauyrschan begann seine Karriere bei OSSCHIOSD Taras, der 2010 in Laschyn Karatau umbenannt wurde, in der Ersten Liga. Hier absolvierte er insgesamt 38 Spiele, in denen er acht Tore erzielen konnte. Während der Saison 2010 wechselte er zum Erstligisten FK Taras, wo er zunächst kaum zum Einsatz kam. Sein erstes und einziges Spiel der Saison für den FK Taras absolvierte er am 25. Juli 2010 gegen Schachtjor Qaraghandy, als er in der 66. Minute gegen Milan Jovanović eingewechselt wurde. Kam er in der Saison 2011 auf nur sieben Einsätze und in der Saison 2012 auf 12 Einsätze, so gehörte er in der Saison 2013 zur Stammmannschaft. Am 9. März 2013 erzielte er im Heimspiel gegen den FK Atyrau (4:1) in der 73. Minute sein erstes Premjer-Liga-Tor.
Zur Saisonbeginn 2014 unterschrieb Scherchan Bauyrschan einen Vertrag beim FK Qairat Almaty, wo er am 22. März 2014 seinen ersten Einsatz im Spiel gegen Schetissu Taldyqorghan hatte. Nach insgesamt zehn Spielen wechselte er am 18. Juni 2014 zu Schachtjor Qaraghandy. Seit Januar 2015 steht er wieder beim FK Taras unter Vertrag.

### Nationalmannschaft
Bauyrschan absolvierte im Oktober 2011 zwei Spiele für die kasachische U-19-Nationalmannschaft. Sein Debüt für die U-21-Nationalmannschaft gab er am 12. Juni 2012 im Qualifikationsspiel zur U-21-Fußball-Europameisterschaft 2013 gegen Lettland; das Spiel endete mit einem 0:0-Unentschieden.